# 141 (nombre)
Cet article concerne le nombre 141. Pour l'année, voir 141 et -141.
141 (cent-quarante-et-un, cent quarante-et-un ou cent quarante et un) est l'entier naturel qui suit 140 et qui précède 142.

## En mathématiques
Cent quarante et un est :
- le nombre semi-premier et de Blum 3 × 47,
- le 8e nombre pentagonal centré et le 6e nombre hendécagonal.

## Dans d'autres domaines
Cent quarante et un est aussi :
- le numéro du colorant alimentaire de synthèse E141 (vert) appelé chlorophylline.
- Ligne 141 (Infrabel).